# Clare (Nova Escócia)
Clare é um município distrital localizado na província da Nova Escócia, no leste do Canadá.  Sua população é de 8.018 habitantes.